# جون تاونسند
جون تاونسند (بالإنجليزية: John Townsend)‏ هو عالم نفس ومقدم برامج إذاعية ومؤلف أمريكي، ولد في 1 يونيو 1952 في سميثفيلد في الولايات المتحدة.